# E. Hoffmann Price
E. Hoffmann Price (ur. 3 lipca 1898, zm. 18 czerwca 1988) – amerykański pisarz science fiction wydający w magazynach typu pulp. Dziś znany jest głównie z opowiadania Przez bramy srebrnego klucza (Through the Gates of the Silver Key), które napisał razem z H.P. Lovecraftem.

### Cykle

#### CyklOperation
- 1980 Operation Misfit
- 1983 Operation Longlife
- 1985 Operation Exile
- 1986 Operation Isis

### Pozostałe powieści
- 1979 The Devil Wives of Li Fong
- 1982 The Jade Enchantress

### Zbiory opowiadań
- 1967 Strange Gateways
- 1975 Far Lands, Other Days
- 1987 Three Cliff Cragin stories
- 2004 Satan's Daughter and Other Tales from the Pulps

### Inne
- 1999 The Weird Tales Story
- 2001 Book of the Dead: Friends of Yesteryear, Fictioneers and Others